# Sebastian Fenske

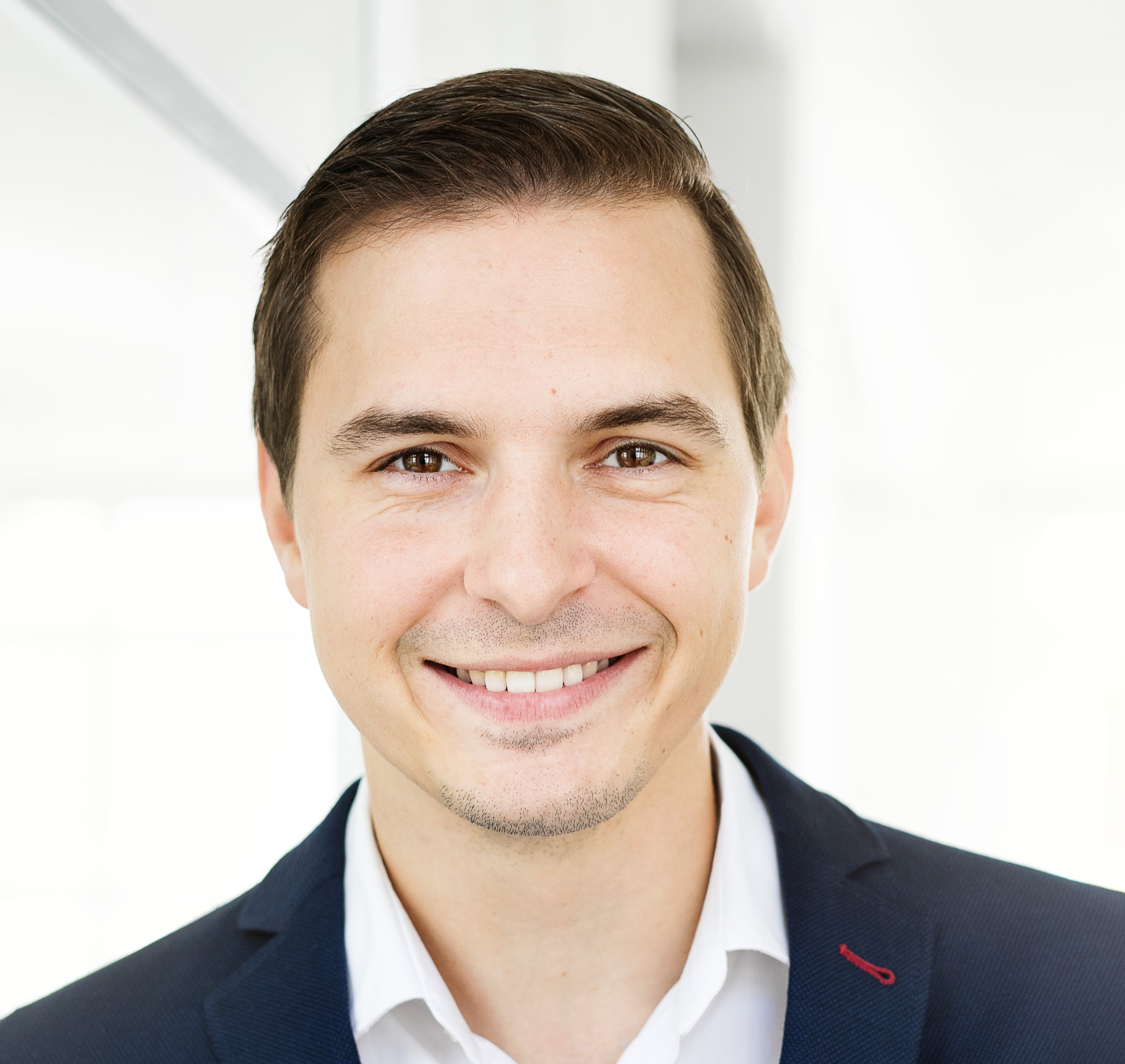
Sebastian Fenske

Sebastian Fenske ist ein deutscher Journalist und Fernsehmoderator.

## Leben und Wirken
Fenske absolvierte von 2009 bis 2012 ein Studium in TV-Journalismus und Moderation an der Dekra-Hochschule in Berlin. Seine ersten größeren Tätigkeiten hatte er als Reporter für die Sat.1-Vorabendsendung Endlich Feierabend! von 2018 bis 2019. Für sein Mitwirken als Live-Reporter in den Spezialausgaben vom Sat.1-Frühstücksfernsehen-Spezial – Gemeinsam durch die Krise wurde er 2020 mit dem Deutschen Fernsehpreis ausgezeichnet. Seit November 2020 ist Fenske Chef vom Dienst des Sat.1-Frühstücksfernsehen. Zudem moderierte er 2022 vertretungsweise das Sat.1-Frühstücksfernsehen.
Zusammen mit Florian Wolske betreibt Fenske seit 2017 den Podcast „STINT Der Formel 1 Podcast“ mit Themen rund um die Formel 1.

## Fernsehauftritte (Auswahl)
- seit 2016: Live-Reporter Sat.1-Frühstücksfernsehen
- 2018–2019 Reporter: ENDLICH FEIERABEND! (SAT.1)
- 2020: Live-Reporter: Sat.1-Frühstücksfernsehen-Spezial
- 2021: Live-Reporter: MARLENE LUFEN - DEUTSCHLAND IM LOCKDOWN (SAT.1)
- 2022: Moderator Sat.1-Frühstücksfernsehen